# Jaborosa reflexa
Jaborosa reflexa är en potatisväxtart som beskrevs av Rodolfo Amando Philippi. Jaborosa reflexa ingår i släktet Jaborosa och familjen potatisväxter. Inga underarter finns listade i Catalogue of Life.